# Tlalpujahua de Rayón
Tlalpujahua de Rayón es una localidad del estado mexicano de Michoacán, cabecera del municipio de Tlalpujahua.

## Toponimia
La palabra Tlalpujahua viene del náhuatl tlalli (tierra) y poxohuac (esponja, fofa) por lo que su nombre «tierra bofa o esponjosa», seguramente por las características de los suelos donde está asentada esta población. El complemento «de Rayón» Homenajea a los hermanos Ignacio, Ramón, Francisco, José María y Rafael López Rayón.

## Historia
Es el lugar de nacimiento de Ignacio López Rayón, cuya casa es ahora un museo, y cuenta con un monumento en la localidad.

## Geografía
Tlalpujahua se encuentra a una altitud de 2,600 m s. n. m. con una temperatura media de 14 °C. Se localiza en el noreste del municipio de Tlalpujahua y en el noroeste también del estado de Michoacán ubicado en los límites con el Estado de México a solo 6 kilómetros del mismo y a 8 kilómetros de El Oro de Hidalgo con quien comparte un pasado minero. Se encuentra rodeado de bosques de coníferas lo que le da el clima templado que aunado a la altura hace de la población una de las más frías del estado.

## Demografía
| Gráfica de evolución demográfica de Tlalpujahua de Rayón entre 1900 y 2020                        |
|                                                                                                   |
| Población de los censos del Instituto Nacional de Estadística y Geografía (INEGI) de 1900 a 2020. |

Según los datos registrados en el censo de 2020, la localidad cuenta con 3627 habitantes lo que representa un crecimiento promedio de 0.28% anual en el período 2010-2020 sobre la base de los 3530 habitantes registrados en el censo anterior. Ocupa una superficie de 2.477 km², lo que determina al año 2020 una densidad de 1465 hab/km².
La población de Tlalpujahua de Rayón está mayoritariamente alfabetizada, (2.45% de personas mayores de 15 años analfabetas, según relevamiento del año 2020), con un grado de escolaridad en torno a los 10 años. Solo el 0.52% se reconoce como indígena. 

El 93.6% de los habitantes de Tlalpujahua de Rayón profesa la religión católica.
En el año 2010 estaba clasificada como una localidad de grado medio de vulnerabilidad social. Según el relevamiento realizado, 9582 personas de 15 años o más no habían completado la educación básica, —carencia conocida como rezago educativo—, y 1506 personas no disponían de acceso a la salud.

## Turismo

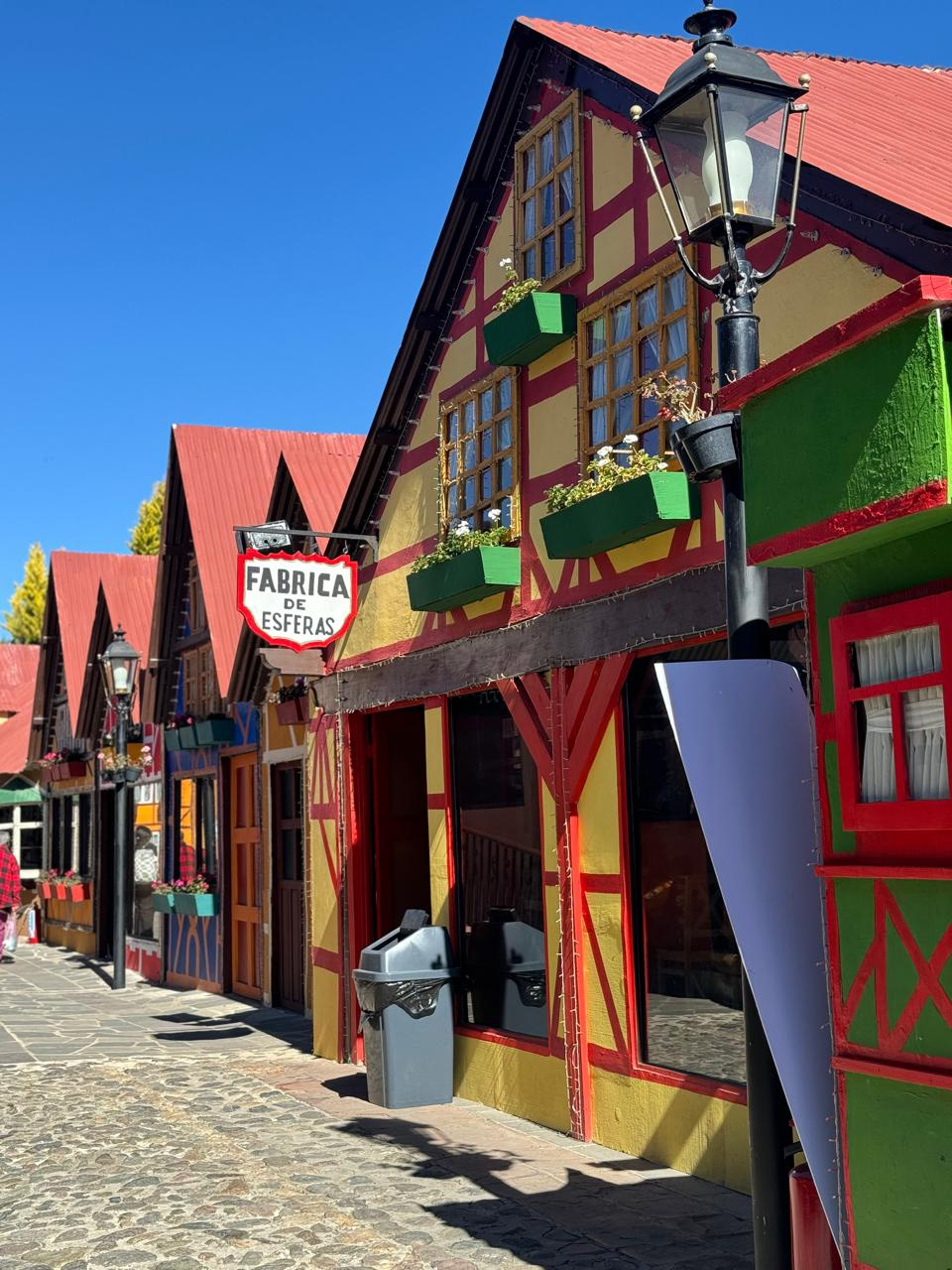
Casa de las esferas.

Fue designado Pueblo Mágico el 27 de julio de 2005 por su acogedor aspecto actual, que durante más de 3 siglos fue sitio de bonanza minera con vetas de oro y plata.
Desde la Ciudad de México dista 171 km o 106 mi, a 2 horas 19 minutos, de Morelia 134 km o 83.3 mi, a 1 hora 33 minutos y de Querétaro (Querétaro) - Epitácio Huerta - Tlalpujahua de Rayón, 117 km o 73.0 mi, a 1 hora 56 minutos. Distante a solo 10 km de El Oro, Estado de México, también declarado Pueblo Mágico.
Hay varias fábricas de esferas navideñas, siendo esta actividad una de las más importantes para la economía de Tlalpujahua, además de algunas otras actividades como la elaboración de finos trabajos de cantera.
En la actualidad se fabrican más de 70,000,000 de piezas tanto para el mercado nacional como para exportación que hace de Tlalpujahua la "Capital Mundial de la esfera ya que de septiembre a diciembre se lleva a cabo la Feria de la Esfera de Tlalpujahua con una amplia exposición y venta de esferas, árboles de navidad, inflables navideños, series de luces navideñas y un sin fin de artefactos navideños, además existen 2 villas navideñas con un espectáculo de luces que hacen que el pueblo tenga el nombramiento de "Pueblo de la eterna Navidad".
Cerca del poblado se encuentra el Museo Mina Dos Estrellas, la Presa Brockmann y la Torre del Carmen que son otros atractivos turísticos.